# Crnogorski nogometni savez
Crnogorski nogometni savez (cg.: Fudbalski savez Crne Gore, FSCG / Фудбалски савез Црне Горе, ФСЦГ) je glavno nogometno tijelo Crne Gore. 
Osnovan je 1931. godine kao Cetinjski nogometni podsavez i nakon Drugog svjetskog rata se ponovo formira pod današnjim imenom. S osamostaljenjem Crne Gore savez postane neovisan i pridružuje se UEFA-i i FIFA-i u 2007. g.

## Povijest
Prvi predsjednik Cetinjskog nogometnog podsaveza bio je profesor Nikola Latković.
Na području današnje Crne Gore do 1941. godine evidentirano je postojanje 105 fudbalskih klubova, od kojih su mnogi bili kratkog vijeka, lako su nastajali, a brzo se gasili. Od 1925. godine, kada su počela prva takmičenja (do 1930. godine u okviru Splitskog nogometnog podsaveza, a od 1931. u okviru Cetinjskog nogometnog podsaveza), prvaci su bili FK Balšić Podgorica, FK Crnogorac Cetinje, FK Lovćen Cetinje, FK Budućnost Podgorica i FK Arsenal Tivat.
Nakon Drugog svjetskog rata, 5. kolovoza 1945. godine, formiran je Fudbalski odbor u okviru "Fiskulturno-sportskog odbora Crne Gore", a 1946. godine organizovano je prvo prvenstvo Crne Gore u kome su učestvovala četiri kluba: Budućnost, Lovćen, FK Sutjeska i Arsenal.

## Unutarnje poveznice
- Crnogorska nogometna reprezentacija

## Vanjske poveznice
- Službena stranica
- Crna Gora  Arhivirana inačica izvorne stranice od 17. lipnja 2018. (Wayback Machine) na stranicama FIFA-e
- Crna Gora na stranicama UEFA-e

| Europski nogometni savezi (UEFA) | Europski nogometni savezi (UEFA) |
| --- | -------------------------------- |
| |                                  |
| Albanija • Andora • Armenija • Austrija • Azerbajdžan • Belgija • Bjelorusija • BiH • Bugarska • Cipar • Crna Gora • Češka • Danska • Engleska • Estonija • Finska • Farskih Otoka • Francuska • Gibraltar • Grčka • Gruzija • Hrvatska • Irska • Island • Italija • Izrael • Kazahstan • Kosovo • Latvija • Lihtenštajn • Litva • Luksemburg • Mađarska • Malta • Moldova • Nizozemska • Norveška • Njemačka • Poljska • Portugal • Rumunjska • Rusija • San Marino • Srbija • Sjeverna Irska • Sjeverna Makedonija • Slovačka • Slovenija • Škotska • Španjolska • Švedska • Švicarska • Turska • Ukrajina • Wales |                                  |
| |                                  |
| Bivše članice ČSSR • Jugoslavija • DR Njemačka • SR Njemačka • SiCG • SSSR |                                  |
| Bivše članice |                                  |
| |                                  |
| ČSSR • Jugoslavija • DR Njemačka • SR Njemačka • SiCG • SSSR |                                  |

| Bivše članice                                                |
|                                                              |
| ČSSR • Jugoslavija • DR Njemačka • SR Njemačka • SiCG • SSSR |

| Europski nogometni savezi (UEFA) | Europski nogometni savezi (UEFA) |
| --- | -------------------------------- |
| |                                  |
| Albanija • Andora • Armenija • Austrija • Azerbajdžan • Belgija • Bjelorusija • BiH • Bugarska • Cipar • Crna Gora • Češka • Danska • Engleska • Estonija • Finska • Farskih Otoka • Francuska • Gibraltar • Grčka • Gruzija • Hrvatska • Irska • Island • Italija • Izrael • Kazahstan • Kosovo • Latvija • Lihtenštajn • Litva • Luksemburg • Mađarska • Malta • Moldova • Nizozemska • Norveška • Njemačka • Poljska • Portugal • Rumunjska • Rusija • San Marino • Srbija • Sjeverna Irska • Sjeverna Makedonija • Slovačka • Slovenija • Škotska • Španjolska • Švedska • Švicarska • Turska • Ukrajina • Wales |                                  |
| |                                  |
| Bivše članice ČSSR • Jugoslavija • DR Njemačka • SR Njemačka • SiCG • SSSR |                                  |
| Bivše članice |                                  |
| |                                  |
| ČSSR • Jugoslavija • DR Njemačka • SR Njemačka • SiCG • SSSR |                                  |

| Bivše članice                                                |
|                                                              |
| ČSSR • Jugoslavija • DR Njemačka • SR Njemačka • SiCG • SSSR |